# Napoleon Bonaparte Buford
Pour les articles homonymes, voir Buford.
Napoleon Bonaparte Buford, né le 13 janvier 1807 à dans le comté de Woodford (Kentucky) et mort le 28 mars 1883 à Chicago, est un soldat américain, général de l'Union de la guerre de Sécession, et cadre exécutif du chemin de fer. Il est le demi-frère du célèbre héros de Gettysburg, John Buford, mais n'a jamais atteint une renommée militaire similaire.

## Avant la guerre
Buford est le fils de John et Nancy Hickman Buford. Il naît dans le comté de Woodford (Kentucky) dans la plantation familiale, « Rose Hill ». Au moment de sa naissance, son homonyme, Napoléon Bonaparte, Empereur des français, est au sommet de sa puissance. Buford est diplômé de West Point en 1827 et sert pendant huit ans dans l'artillerie, et en 1835, il démissionne du service pour devenir ingénieur. Il s'engage ensuite dans la fabrication du fer et dans les services bancaires à Rock Island, Illinois et devient président du chemin de fer de Rock Island et Peoria, qui fait faillite lorsque les obligations majeures du Sud font défaut avec le début de la guerre de Sécession.

## Guerre de Sécession
Pendant la guerre de Sécession, il sert d'abord comme colonel du 27th Illinois Infantry, combattant lors de la bataille de Belmont. Il commande ensuite ce qu'on appelle la « brigade de la flottille » de l'armée du Mississippi au cours de la bataille de l'Île numéro 10. C'est une brigade d'infanterie qui sert à bord de canonnières de la flottille de l'ouest.
Le 16 avril 1862, le président Abraham Lincoln nomme Buford brigadier-général des volontaires des États-Unis, avec une date de prise de rang au 15 avril 1862. Buford commande la 1st brigade de la 3rd division de l'armée du Mississippi au cours du siège et de la bataille de Corinth. Dans les derniers jours de 1862, il siège à la cour martiale qui a condamné le major général Fitz John Porter pour lâcheté et désobéissance. Le 29 novembre 1862, il est nommé major-général des volontaires des États-Unis, mais cette nomination expire le 4 mars 1863 et il redevient brigadier général à cette date. Pendant le reste de la guerre, Buford sert en tant que commandant du district de l'Est de l'Arkansas. Buford quitte l'armée, le 24 août 1865. Le 5 juillet 1867, le président Andrew Johnson propose Buford pour la nomination au brevet de major-général des volontaires, avec une date de prise de rang au 13 mars 1865, et le sénat américain confirme la nomination le 19 juillet 1867.

## Famille
Son jeune demi-frère, John Buford, est aussi diplômé de West Point (promotion 1848) et général de l'armée de l'Union pendant la guerre de Sécession, commandant la 1st division du corps de cavalerie de l'armée du Potomac. Un cousin, Abraham Buford, est général dans l'armée des États confédérés.

## Après la guerre
Buford est inspecteur du gouvernement de l'Union Pacific Railroad de 1867 à 1869, et commissaire spécial des affaires Indiennes en 1867-68.
Il meurt à Chicago, Illinois, et est enterré à Rock Island, Illinois.